# ماجد (اسم)
ماجد اسم علم مذكر عربي، 
معناه: كثير المجد، السخيّ، الأصيل، الشريف، ذو المروءة، الحسن الخلق، الخَيِّرٌ. والشيء الماجد: الكثير.
والماجِد : اسم من أسماء الله الحسنى ، ومعناه : التّامّ الكامل ، المتناهي في الشَّرف ، السَّخيّ المِفْضال ، الواسع الكريم ، المنيع المحمود.

## الإشتقاق
- ماجِد (اسم): اسم فاعل من مجَدَ.
- ماجِد (اسم): فاعل من مَجُدَ.[1]

## مشاهير
- أحمد بن ماجد (ت 906هـ -1517م) لقّب: أسد البحر ، والمعلم الرئيس، أستاذ فن البحر ، ربان الجهازين ، وأطلق عليه بحارة الغرب اسم الحاسب والفلكي والخبير والرياضي . أقامت له البرتغال نصباً تذكارياً على ساحل كينيا تخليداً له لأنَّه قاد الملاح البرتغالي فاسكو دي غاما إلى الهند.[3]
- ماجد عبد الله لاعب كرة قدم سعودي
- ماجد الكدواني ممثل مصري
- ماجد المهندس مغنٍ سعودي عراقي
- ماجد القصبي وزير سعودي
- ماجد الصباح شيخ من شيوخ عائلة الصباح
- ماجد بن عبد العزيز آل سعود امير سعودي
- ماجد بن سعود بن عبد العزيز آل سعود الأمير ماجد بن سعود بن عبد العزيز آل سعود الابن الحادي عشر من سلسلة أبناء الملك سعود بن عبد العزيز آل سعود من مواليد الرياض عام 1349 هـ
- ماجد مطرب فواز  ممثل سعودي
- ماجد الجمعان لاعب كرة قدم سعودي
- ماجد الفطيم رجلُ اعمال اماراتي
- ماجد بن سعيد أول سلاطين زنجبار (ولد عام 1834 وتوفي في 7 أكتوبر 1870) وهو الابن السادس من أبناء السلطان سعيد بن سلطان البوسعيدي
- ماجد الشبل اعلامي سعودي
- ماجد الحقيل وزير الشؤون البلدية والقروية والاسكان في السعودية